# Class and No Class
Class and No Class é um filme mudo britânico de 1921, do gênero comédia dramática, dirigido por W.P. Kellino e estrelado por Judd Green, Pauline Johnson e David Hawthorne. Foi baseado em um romance de E. Newton-Bungey.

## Elenco
- Judd Green - Jeremy Russell
- Pauline Johnson - Nancy
- David Hawthorne - Dick Foster
- Marie Ault - Liza Ann
- Tom Coventry - Sam West
- Cecil del Gue - Coronel Sir John Gatfield JP
- Cyril Smith - Lord Daventry